# شایعه شده‌است (ترانه ادل)
"شایعه شده‌است" (به انگلیسی: Rumour Has It) نام یک ترانه از خواننده انگلیسی ادل است. متن ترانه توسط ادل و رایان تدر سروده شده و تهیه‌کنندگی آن بر عهده رایان تدر بوده‌است. این ترانه در دومین آلبوم استودیویی وی به نام ۲۱ قرار داشت. سبک این آهنگ در سبک جاز، موسیقی بلوز و موسیقی پاپ به همراه بیت و پیانو است.